# شیشه‌ماهی کوهان‌دار
شیشه‌ماهی کوهان‌دار (نام علمی: Parambassis pulcinella)، که به نام شیشه‌ماهی کله‌قوز یا شیشه‌ماهی گوژپشت نیز شناخته می‌شود، گونه‌ای از ماهی‌های شیشه‌ای آسیایی است. این گونه بومی رودخانه‌هایی با جریان تند در حوضه رود آتاران (که خود بخشی از حوضه سالوین است) در جنوب شرقی میانمار و غرب کشور تایلند است. طول آن به ۱۰ سانتیمتر (۳٫۹ اینچ) می‌رسد. بعضاً در تجارت آکواریوم دیده می‌شود. شیشه‌ماهی کوهان‌دار از بستگان لوتی ماهی‌ها است.